# Бецендорф (Саксонија-Анхалт)
Бецендорф (њем. Beetzendorf) општина је у њемачкој савезној држави Саксонија-Анхалт. Једно је од 40 општинских средишта округа Алтмарк Салцведел. Према процјени из 2010. у општини је живјело 3.423 становника. Посједује регионалну шифру (AGS) 15081045.

## Географски и демографски подаци
Бецендорф се налази у савезној држави Саксонија-Анхалт у округу Алтмарк Салцведел. Општина се налази на надморској висини од 35 метара. Површина општине износи 98,0 km². У самом мјесту је, према процјени из 2010. године, живјело 3.423 становника. Просјечна густина становништва износи 35 становника/km².